# Cotyachryson inspergatus
Cotyachryson inspergatus é uma espécie de cerambicídeo da tribo Achrysonini, com distribuição restrita ao Chile.